# Preemraff Göteborg

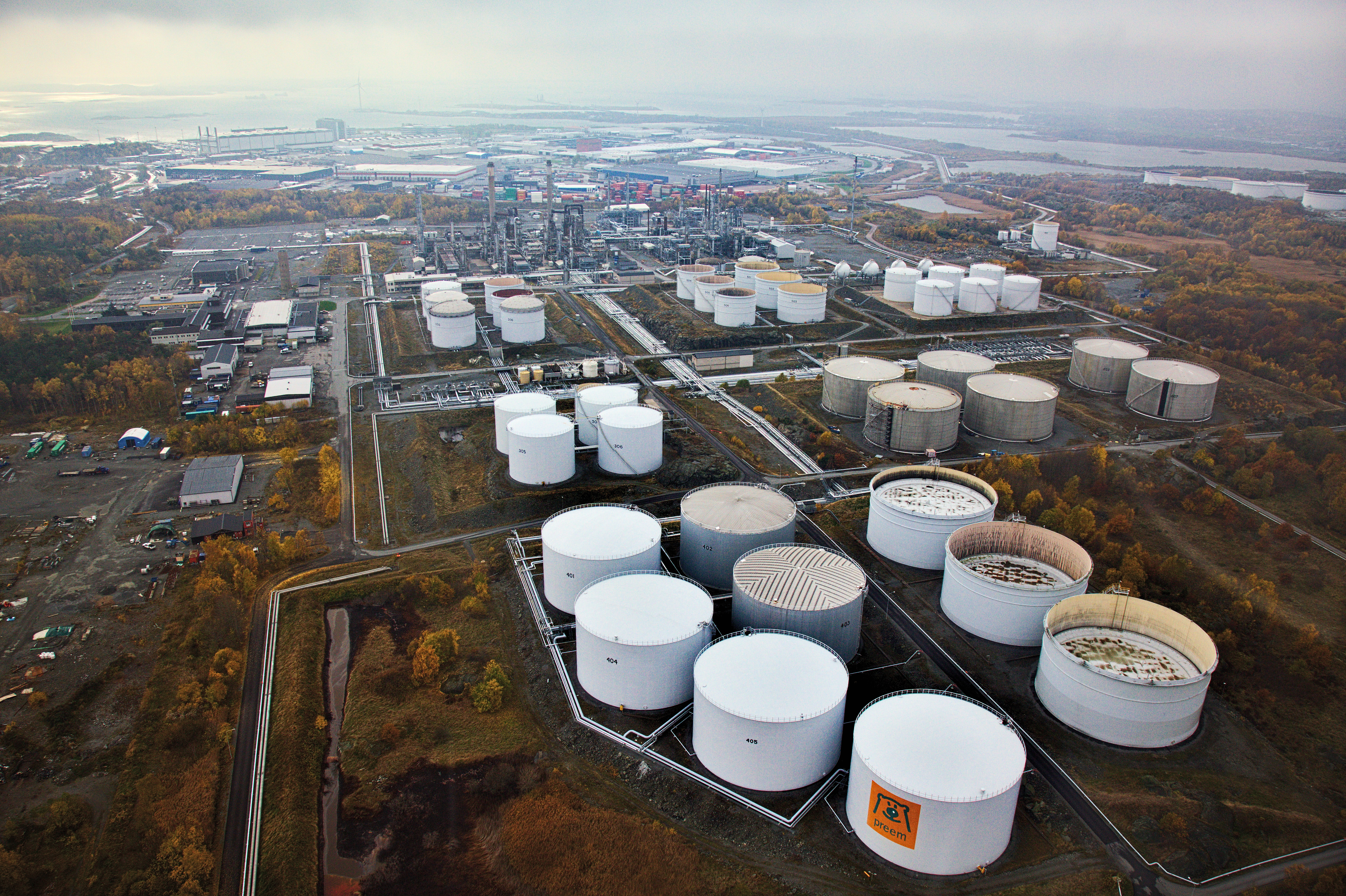
Helikopterbild över anläggningen sett från norr.

Preemraff Göteborg är ett oljeraffinaderi som ligger på Hisingen i Göteborg. Raffinaderiet har kapacitet att raffinera cirka 6 miljoner ton råolja per år. Preem äger även Preemraff Lysekil.
Preemraff Göteborg köper råoljan från Nordsjön till största del. Fartygen som angör råoljehamnen på Hjärtholmen är av samma storlek som de som angör Preemraff Lysekil, men även fartyg av ULCC-klass(333x60 meter), världens största tankers, har angjort Hjärtholmen. Oljan lagras i stora bergrum i anslutning till hamnen. Även råoljetankers lossar inne i Skarvikshamnen, men där är vattendjupet begränsat.
Raffinaderiet byggdes år 2009–2011 om till ett bioraffinaderi med en Green Hydro Treater som med vätgas kan omvandla förestrade fetter och vegetabiliska oljor till samma molekylstruktur som ordinarie dieselolja. I det delägda bolaget Sunpine i Piteå förestras tallolja från Svartluten i sulfatpappersbruken till så kallad råtalldiesel, varefter den skeppas med fartyg till Göteborg för att genomgå sista steget i raffinaderiet, innan den blir en färdig dieselprodukt, vilken blandade med fossildiesel för försäljning på bensinstationer.
Utlastningen sker i Skarvikshamnen, via järnvägsvagnar, lastbilar och fartyg, en bit längre in mot Göteborg, även kallad energihamnen. Här dirigeras produkterna till andra oljebolag, t.ex. tillverkas OKQ8:s och PaRoy:s produkter av Preem.

## Historik
BP Raffinaderi AB började år 1965 bygga ett raffinaderi i Göteborg. Detta var under en tid då BP expanderade våldsamt och i princip seriebyggde raffinaderier runt om i världen. Den 12 september 1967 stod raffinaderiet klart och invigdes av prinsessan Alexandra av Kent. År 1980 köpte Svenska Petroleum AB 22 % av aktierna i BP Raffinaderi och 1991 drog sig BP helt bort från den svenska marknaden och sålde sin del av raffinaderiet till OK Petroleum AB (OKP). Raffinaderiet fick då namnet "OK Raffinaderi". År 1994 köpte Mohammed Al-Amoudis Corral Petroleum Holdings raffinaderiet för 5,9 miljarder kronor och tog över skulder för cirka tre miljarder kronor. År 1996 ändrades namnet till Preem Raffinaderi AB och i samband med att Scanraff bytte namn till Preemraff Lysekil fick Göteborgsraffinaderiet det nya namnet Preemraff Göteborg. 